# GT Advance Championship Racing
GT Advance Championship Racing, appelé Advance GTA (アドバンスジーティーエー) au Japon, est un jeu vidéo de course développé par MTO, sorti en 2001 sur Game Boy Advance. C'est le premier épisode de la série GT. Il était disponible au lancement de la console.

## Accueil
- AllGame : 3/5[4]
- Eurogamer : 7/10[5]
- Gamekult : 8/10[6]
- GameSpot : 7,3/10[7]
- IGN : 8/10[8]
- Jeuxvideo.com : 15/20[9]